# Piz Argient
Le piz Argient (littéralement « pic argenté ») est un sommet des Alpes, à cheval sur la Suisse (canton des Grisons) et l'Italie (Lombardie), à 3 942 ou 3 945 m d'altitude. Il se situe dans la haute Engadine. Ses principales voies d'accès partent du refuge Diavolezza ou des refuges Marco et Rosa ou encore du refuge Marinelli Bombardieri. Il fait partie de la chaîne de la Bernina.